# Eros Maddy
Eros Horatio Emmanuel Maddy (* 5. Februar 2001 in Woerden) ist ein niederländisch-surinamischer Fußballspieler, der aktuell bei der AJ Auxerre in der Ligue 1 unter Vertrag steht.

## Karriere

### Verein
Maddy spielte bis 2014 in der Jugend von Sparta Rotterdam, ehe er in die Jugendakademie von Ajax Amsterdam wechselte. 2016/17 spielte er das erste Mal für die B-Junioren des Vereins. Dort etablierte er sich 2017/18 dann und durfte auch schon Spielpraxis in der A-Jugend sammeln. Mit der U19 wurde er 2018/19 schließlich auch niederländischer Meister. Am 20. November 2018 (14. Spieltag) debütierte er für Jong Ajax in der zweiten Liga auf Profiebene.
Nach einem weiteren Einsatz in der eersten Divisie wechselte Maddy im Sommer 2019 zum FC Utrecht. Sein erstes Profitor schoss er für die zweite Mannschaft am siebten Spieltag gegen den Roda JC Kerkrade. In der Saison 2019/20 spielte er beim Jong FC Utrecht 19 Mal in der eersten Divisie, wobei er einmal traf und fünf Treffer auflegte. In der Eredivisie stand er auch einmal im Kader. 2020/21 spielte er die ersten drei Saisonspiele für Jong Utrecht, ehe er den Rest der Spielzeit ausfiel. Mitte Dezember 2021 (17. Spieltag) wurde Maddy bei einem 2:2-Unentschieden gegen Fortuna Sittard spät eingewechselt und kam somit zu seinem ersten Spiel in der höchsten niederländischen Spielklasse. Neben diesem einen Einsatz für das erste Team, lief er 28 Mal 2021/22 für die Zweitmannschaft auf, wobei er zwei Tore schoss und zwei Tore vorbereitete.
Im Sommer 2022 wechselte er zum Zweitligisten Helmond Sport. Dort spielte er in der Saison 2022/23 30 Ligaspiele, wobei er ein Tor schoss und sieben Assists gab.
Nach nur einem Jahr wurde Maddy zu Rekordtransfer von Helmond, indem er für 400 Tausend Euro zur AJ Auxerre nach Frankreich wechselte. In der Ligue 2 lief er 2023/24 14 Mal auf und wurde mit seinem neuen Team Meister, wodurch man in die Ligue 1 aufstieg.

### Nationalmannschaft
Maddy spielte für die niederländischen U15- und U19-Junioren, nahm jedoch nie an einem großen Turnier teil.

## Erfolge
Ajax Amsterdam
- Niederländischer U19-Meister: 2019

AJ Auxerre
- Meister der Ligue 2: 2024